# Підприємницький ризик
Підприє́мницький, або господарський ризик — в господарській діяльності це узагальнюючий термін для групи ризиків, що виникають на різних етапах кругообігу капіталу в результаті дій власне самого підприємства, конкурентів, постачальників сировини і матеріалів, зміни кон'юнктури, технологічних помилок тощо.
У вузькому розумінні під підприємницьким розуміється той ризик, що виникає за будь-яких форм діяльності, пов'язаних з виробництвом продукції, товарів, послуг, їх реалізацією, товарно-грошовими і фінансовими операціями, комерцією, здійсненням соціально-економічних і науково-технічних проектів.
Підприємницький ризик завжди характеризується як потенційна небезпека ймовірної втрати ресурсів чи недоотримання доходу.

## Історія
Вперше визначення ризику як функціональної характеристики підприємництва було введено у XVIII столітті економістом Річардом Кантільйоном. Він розглядав підприємця як особу, що приймає свої рішення і задовольняє інтереси в умовах постійної невизначеності, а тому прибутки і втрати такого підприємця є фактичним наслідком ризику.
Проблему підприємницького ризику досліджували згодом чимало учених.
Зокрема у XIX столітті на цю проблему звернули увагу представники німецької економічної школи. Так, Йоганн фон Тюнен уважав ризик явищем не тільки підприємництва зокрема, але й бізнесу взагалі. А Ганс фон Мангольдт диференціював підприємницький ризик за різними ступенями, вивівши наступну залежність: «чим більше за часом відділені один від одного початок виробництва й кінцевий продаж готового продукту, то більшою є невизначеність успіху, більший ризик окремих втрат для підприємця й відповідно більша очікувана винагорода».

## Види та класифікація
Усі підприємницькі ризики класифікують за видовою та структурною характеристиками.
У 1936 році відомий англійський економіст Джон Кейнс у своїй праці «Загальна теорія зайнятості, відсотків і грошей» виокремив три ключові підприємницькі ризики за видовою характеристикою:
- ризик підприємця чи позичальника (цей ризик виникає за випадків, коли на реалізацію підприємницької діяльності залучаються власні кошти суб'єкта підприємництва, при чому сам суб'єкт підприємництва сумнівається у тому чи він їх поверне або ж отримає вигоду від них);
- ризик кредитора (настання цього ризику може бути спричинене тим, що договір між суб'єктом підприємництва і його партнерами є сумнівним, причиною чого може стати банкрутство чи відхилення боржника від виконання покладених на нього зобов'язань);
- ризик інфляції (цей ризик безпосередньо пов'язаний із тим, що може знизитися цінність грошової одиниці, в якій було укладено угоду між суб'єктом підприємництва та його партнерами).

За структурною характеристикою прийнято виділяти наступні три групи підприємницьких ризиків:
- майнові ризики (тобто такі ризики, які безпосередньо взаємопов'язані із ймовірністю настання майнових витрат через диверсії, крадіжки чи перенавантаження технічної і технологічної систем);
- виробничі ризики (які безпосередньо взаємопов'язані із втратами через збій виробничого процесу чи через вплив інших чинників, наслідком яких стали втрати основних і оборотних засобів. Також у цю категорію ризиків входять ризики, що виникають в результаті застосування у виробничому процесі нових технологій чи нової техніки);
- торгівельні ризики (ризики, що прямо взаємопов'язані із втратами, причиною яких стала затримка платежів або ж відмова у платежі)[10].